# Isabel de Regenstein-Blankenburg
Isabel de Regenstein-Blankenburg (1542-Quedlinburg, 20 de julio de 1584) fue princesa-abadesa de Quedlinburg. Como tal, es numerada como Isabel II.
Isabel era la hija del conde Ulrico de Regenstein-Blankenburg, y de su segunda esposa, Magdalena de Stolberg.

## Reinado
En 1565, con el consentimiento de tanto el emperador del Sacro Imperio Romano Germánico como del Papa, fue elegida coadjutora de Ana II, la primera abadesa de Quedlinburg protestante. La abadesa Ana II murió el 4 de marzo de 1574; un día después de la muerte de Ana II, Isabel fue consagrada princesa-abadesa de Quedlinburg, y como tal también era princesa del Sacro Imperio Romano Germánico. Isabel II fue la segunda abadesa protestante de Quedlinburg y la primera en ser protestante en el momento de su elección.
El elector Augusto de Sajonia estaba inicialmente en contra de su elección. Finalmente estuvo de acuerdo en reconocerla como abadesa, con la condición de que él aprobara todas las futuras candidatas al puesto de abadesa de Quedlinburg. Isabel II tuvo que aceptar el acuerdo para imponer impuestos conjuntamente con Augusto.
La abadesa Isabel II hospedó una conferencia teológica en 1583, un año antes de su muerte. Isabel II murió el 20 de julio de 1584. La condesa Ana de Stolberg-Wernigerode sucedió a Isabel como Ana III.